# VIZON
VIZON（ヴィゾン）とは、かつて三洋電機が販売していた液晶テレビのブランド名である。主に8割方輸出向け、国内流通では主に通販か一部大型量販店が主軸であった。また、系列店経由のみで販売を行っているCAPUJO（カプージョ）という別ブランドもあった。
液晶テレビが中心であったが、プラズマテレビや3波デジタルチューナー搭載ブラウン管テレビにもVIZONブランドのものが存在した。

## 機種
2010年モデル26型のみが発売された。
- LCD-26SX400･･･LCD-26SX350の後継。

2009年モデルこの時期、他社は37型以上は倍速液晶搭載モデルのみ発売していく中、37型のFX350シリーズは倍速非搭載だった。また、20型の後継機種は出なかった。
- LCD-42DX350･･･LCD-42DX300の後継。フルHD、倍速液晶に対応。希望小売価格(税別)は34万円。
- LCD-37FX350･･･LCD-37FX300の後継。フルHDに対応。希望小売価格(税別)は23万円。
- LCD-32FX350･･･LCD-32FX300の後継。フルHDに対応。希望小売価格(税別)は16万5000円。
- LCD-26SX350･･･LCD-26SX300の後継。

2008年モデル47型、23型の後継機種は出なかった。また、32型はフルHDに対応した。
- LCD-42DX300･･･LCD-42DX200の後継。フルHD、倍速液晶に対応。希望小売価格(税別)は43万円。
- LCD-37FX300･･･LCD-37SX200の後継。フルHDに対応。希望小売価格(税別)は30万円。
- LCD-32FX300･･･LCD-32SX200の後継。フルHDに対応。希望小売価格(税別)は22万円。
- LCD-26SX300･･･LCD-26SX200の後継。
- LCD-20SX300･･･LCD-20SX200の後継。この機種の後継は2011年現在出ていない。

2007年モデル日本ビクターからのOEM品であるDX200シリーズは倍速液晶搭載になった。また、27型の代わりに26型が登場した。
- LCD-47DX200･･･フルHD、倍速液晶に対応。希望小売価格(税別)は69万円。
- LCD-42DX200･･･フルHD、倍速液晶に対応。希望小売価格(税別)は59万円。
- LCD-42SX200･･･LCD-42SX100の後継。希望小売価格(税別)は32万円。
- LCD-37SX200･･･LCD-37SX100の後継。希望小売価格(税別)は27万円。
- LCD-32SX200･･･LCD-32SX100の後継。希望小売価格(税別)は20万円。
- LCD-26SX200･･･LCD-27SX100の後継。
- LCD-23SX200
- LCD-20SX200

2006年秋モデル新たにSXシリーズが登場した。フルHDモデル、HDD搭載モデル、SD画質モデルの後継は発売されなかった。
- LCD-42SX100･･･希望小売価格(税別)は40万円。
- LCD-37SX100･･･希望小売価格(税別)は34万円。
- LCD-32SX100･･･LCD-32HD100の後継。希望小売価格(税別)は23万円。
- LCD-27SX100･･･LCD-27HD100の後継。希望小売価格(税別)は20万円。

2006年春モデル最初で最後のHDD搭載モデル、最後のSD画質モデルが発売される。初のHDMI搭載モデルも発売された。フルHD対応機種、地デジチューナー搭載ブラウン管テレビ、プラズマテレビの後継は出なかった。この年から液晶テレビに一本化(アナログブラウン管テレビは製造・販売を継続)した。
- LCD-32HR100･･･16:9、HD画質、HDD録画対応モデル。希望小売価格(税別)は39万8000円。
- LCD-32HD100･･･LCD-32HD6の後継。16:9、HD画質モデル。希望小売価格(税別)は33万8000円。
- LCD-27HR100･･･16:9、HD画質、HDD録画対応モデル。希望小売価格(税別)は33万8000円。
- LCD-27HD100･･･LCD-27HD6の後継。16:9、HD画質モデル。希望小売価格(税別)は27万8000円。
- LCD-20A5P･･･LCD-20A3の後継。4:3、SD画質(800×600)モデル。地デジチューナーは搭載されていない。
- LCD-15A5P･･･LCD-15A3の後継。4:3、XGA(1024×768)モデル。スクエア型PCモニターとしての利用も想定されている。地デジチューナーは搭載されていない。

2005年モデル初のフルHDモデルが発売される。HDMIは付いていない。また、30型の代わりに32型が発売され、ワイド17型も代わりにワイド20型が発売された。また、最後の3波デジタルチューナー搭載SDブラウン管テレビ、プラズマテレビも発売された。
- PDP-42HD6･･･PDP-42HD5の後継。16:9、HD画質プラズマモデル。希望小売価格(税別)は56万5000円。
- LCD-37HD6･･･16:9、フルHD画質液晶モデル。希望小売価格(税別)は53万円。
- LCD-32HD6･･･LCD-30HD5の後継。16:9、HD画質液晶モデル。希望小売価格(税別)は34万5000円。
- C-28DT3･･･16:9、SD画質ワイドブラウン管モデル。
- LCD-27HD6･･･LCD-27HD5の後継。16:9、HD画質液晶モデル。希望小売価格(税別)は27万5000円。
- LCD-23PD6･･･LCD-23PD5の後継。16:9、HD画質液晶モデル。希望小売価格(税別)は20万円。
- LCD-20PD6･･･16:9、HD画質モデル。希望小売価格(税別)は18万円。
- LCD-20A3･･･LCD-20A2の後継。4:3、SD画質(640×480)液晶モデル。
- LCD-15A3･･･LCD-15A2の後継。4:3、XGA(1024×768)液晶モデル。スクエア型PCモニターとしての利用も想定されている。

2004年モデル2003年モデルにはなかった27型、23型、17型のハイビジョン対応モデルが初登場した。SD画質の13型は発売されなかった。また、最後のSD4:3ブラウン管テレビが発売された。
- PDP-42HD5･･･16:9、HD画質プラズマモデル。希望小売価格(税別)は68万円。
- PDP-42V3･･･16:9、HD画質プラズマモデル。希望小売価格(税別)は67万円。
- PDP-37HD5･･･16:9、HD画質プラズマモデル。希望小売価格(税別)は62万円。
- C-32DT2･･･16:9、HD画質ブラウン管モデル。
- LCD-30HD5･･･LCD-30HD3の後継。16:9、HD画質モデル。希望小売価格(税別)は50万円。
- C-28DT2･･･16:9、SD画質ブラウン管モデル。
- LCD-27HD5･･･16:9、HD画質モデル。希望小売価格(税別)は42万円。
- C-25DT2･･･4:3、SD画質ブラウン管モデル。
- LCD-23PD5･･･16:9、HD画質液晶モデル。希望小売価格(税別)は25万円。
- LCD-17PD5･･･16:9、HD画質液晶モデル。希望小売価格(税別)は18万円。
- LCD-20A2･･･LCD-20A1の後継。4:3、SD画質(640×480)液晶モデル。地デジチューナーは搭載されていない。
- LCD-15A2･･･LCD-15A1Pの後継。4:3、XGA(1024×768)液晶モデル。スクエア型PCモニターとしての利用も想定されている。地デジチューナーは搭載されていない。

2003年モデル液晶ハイビジョン対応モデルが初登場。地上デジタル放送の開始に伴い、地デジチューナー搭載機種(SDブラウン管のみ)が登場した。ハイビジョンブラウン管テレビの後継機種は出なかった。
- PDP-42V2EX･･･16:9、HD画質プラズマモデル。希望小売価格(税別)は79万5000円。
- PDP-42V2･･･16:9、HD画質プラズマモデル。希望小売価格(税別)は79万5000円。専用スタンドは木でできている。
- PDP-42HD3･･･16:9、HD画質プラズマモデル。希望小売価格(税別)は78万円。
- PDP-42H3･･･16:9、HD画質プラズマモデル。希望小売価格(税別)は70万円。地デジチューナーは搭載されていない。
- PDP-37V2･･･16:9、HD画質プラズマモデル。希望小売価格(税別)は73万5000円。専用スタンドは木でできている。
- PDP-37HD3･･･16:9、HD画質プラズマモデル。希望小売価格(税別)は72万円。
- PDP-37H3･･･16:9、HD画質プラズマモデル。希望小売価格(税別)は64万円。地デジチューナーは搭載されていない。
- C-32DT1･･･16:9、SD画質ブラウン管モデル。
- LCD-30HD3･･･16:9、HD画質液晶モデル。希望小売価格(税別)は60万円。
- C-29DT1･･･4:3、SD画質ブラウン管モデル。
- C-28DT1･･･16:9、SD画質ブラウン管モデル。
- C-25DT1･･･4:3、SD画質ブラウン管モデル。
- LCD-20A1･･･4:3、SD画質(640×480)液晶モデル。地デジチューナーは搭載されていない。
- LCD-15A1P･･･4:3、XGA(1024×768)液晶モデル。スクエア型PCモニターとしての利用も想定されている。地デジチューナーは搭載されていない。
- LCD-13A1･･･4:3、SD画質(640×480)液晶モデル。地デジチューナーは搭載されていない。

2002年モデル最後のハイビジョンブラウン管テレビ、32型プラズマテレビが発売された。110°CSチューナーが初搭載されたのもこの年である。
- PDP-50V1･･･16:9、HD画質プラズマモデル。最初で最後の50型モデルである。
- PDP-42V1･･･16:9、HD画質プラズマモデル。
- PDP-42HD2･･･16:9、HD画質プラズマモデル。
- C-36DZ20･･･16:9、HD画質ブラウン管モデル。BS/110°CSデジタルチューナーを搭載している。
- PDP-32V1･･･16:9、HD画質プラズマモデル。
- PDP-32HD2･･･16:9、HD画質プラズマモデル。
- C-32DZ20･･･16:9、HD画質ブラウン管モデル。BS/110°CSデジタルチューナーを搭載している。
- C-32DS1･･･16:9、SD画質ブラウン管モデル。BS/110°CSデジタルチューナーを搭載している。
- C-29DS1･･･4:3、SD画質ブラウン管モデル。BS/110°CSデジタルチューナーを搭載している。
- C-28DS1･･･16:9、SD画質ブラウン管モデル。BS/110°CSデジタルチューナーを搭載している。
- C-25DS1･･･4:3、SD画質ブラウン管モデル。BS/110°CSデジタルチューナーを搭載している。

2001年モデルプラズマモデルが初登場。
- PDP-42H1･･･16:9、HD画質プラズマモデル。
- C-36DZ2･･･16:9、HD画質ブラウン管モデル。BSデジタルチューナーを搭載している。
- PDP-32H1･･･16:9、HD画質プラズマモデル。
- C-32DZ2･･･16:9、HD画質ブラウン管モデル。BSデジタルチューナーを搭載している。